# Anastasius Hartmann
Anastasius Hartmann (Altwis, 14 febbraio 1803 – Patna, 24 aprile 1866) è stato un vescovo cattolico svizzero.

## Biografia
Anastasius Hartmann nacque ad Altwis presso Hitzkirch, in Svizzera, il 14 febbraio 1803 e ancora giovane decise di intraprendere la carriera ecclesiastica, facendo la propria professione di fede nel 1821, entrando nell'Ordine dei frati minori cappuccini.
Nel 1826 ricevette l'ordinazione sacerdotale e il 16 marzo 1846 venne nominato vescovo titolare di Derbe, consequenzialmente alla sua nomina a vicario apostolico di Patna, in India. Il 16 agosto 1849 venne nominato anche amministratore apostolico del vicariato apostolico di Bombay, sempre in India, e l'8 marzo 1854 fu traslato da Patna a Bombay, ove rimase sino al 1858, per poi tornare al vicariato di Patna.
Qui rimase sino alla propria morte, avvenuta il 24 aprile 1866.
Il 21 dicembre 1998 è stato promulgato il decreto sulle virtù eroiche ed è quindi onorato come venerabile dalla Chiesa cattolica.

## Genealogia episcopale e successione apostolica
La genealogia episcopale è:
- Cardinale Scipione Rebiba
- Cardinale Giulio Antonio Santorio
- Cardinale Girolamo Bernerio, O.P.
- Arcivescovo Galeazzo Sanvitale
- Cardinale Ludovico Ludovisi
- Cardinale Luigi Caetani
- Cardinale Ulderico Carpegna
- Cardinale Paluzzo Paluzzi Altieri degli Albertoni
- Papa Benedetto XIII
- Papa Benedetto XIV
- Papa Clemente XIII
- Cardinale Giovanni Carlo Boschi
- Cardinale Bartolomeo Pacca
- Cardinale Carlo Maria Pedicini
- Arcivescovo Julianus Maria Hillereau
- Vescovo Giuseppe Antonio Giacomo Borghi, O.F.M.Cap.
- Vescovo Anastasius Hartmann, O.F.M.Cap.

La successione apostolica è:
- Cardinale Ignazio Persico, O.F.M.Cap. (1854)